# Mia (Giovanni Truppi)
Mia è un singolo del cantautore italiano Giovanni Truppi, pubblicato il 22 novembre 2019 come primo estratto dall'EP 5.
Il brano era stato incluso nell'album Poesia e civiltà, ma la versione presente in 5 vede la partecipazione del cantante Calcutta. È entrato in rotazione radiofonica il 13 dicembre 2019.

## Tracce
1. Mia (feat. Calcutta) – 3:48